# Guisin
Guisin  was koning van Paekche, Korea van ca.420 tot ca.430.
Behalve verwijzingen in de kroniek Samguk Sagi en de Japanse kroniek Nihon Shoki weten we niets over zijn regeerperiode. In de Chinese kroniek Boek van de Song wordt hij zelf niet vermeld.